# Psammoecus breviusculus
Psammoecus breviusculus is een keversoort uit de familie spitshalskevers (Silvanidae). De wetenschappelijke naam van de soort werd in 1877 gepubliceerd door Edmund Reitter.